# Ian Gomez
Ian Gomez (New York, 27 dicembre 1964) è un attore statunitense, conosciuto soprattutto per la partecipazione alle serie televisive Felicity e Cougar Town.

## Biografia
Nato e cresciuto a New York da padre d'origini portoricane e da madre d'origini ebraico-russe, nel corso della sua carriera Ian Gomez ha preso parte a numerosi lavori soprattutto in televisione. È stato tra gli interpreti della serie televisiva Felicity tra il 1998 e il 2002. Nel 2002 ha partecipato al Disney Channel Original Movie Lexi e il professore scomparso. Dal 2009 ricopre il ruolo di Andy Torres nella serie TV Cougar Town.

## Vita privata
Dal 1993 al 2018 è stato sposato con Nia Vardalos con la quale nel 2008 ha adottato una bambina. Si è convertito alla chiesa ortodossa.

## Filmografia parziale

### Cinema
- EdTV, regia di Ron Howard (1999)
- Il mio grosso grasso matrimonio greco (My Big Fat Greek Wedding), regia di Joel Zwick (2002)
- Last Shot (The Last Shot), regia di Jeff Nathanson (2004)
- 5 appuntamenti per farla innamorare (I Hate Valentine's Day), regia di Nia Vardalos (2009)
- Le mie grosse grasse vacanze greche (My Life in Ruins), regia di Donald Petrie (2009)
- L'amore all'improvviso - Larry Crowne, regia di Tom Hanks (2011) - cameo
- Free Fall – Caduta libera (Free Fall), regia di Malek Akkad (2014)
- Il mio grosso grasso matrimonio greco 2 (My Big Fat Greek Wedding 2), regia di Kirk Joes (2016)
- Richard Jewell, regia di Clint Eastwood (2019)
- Barb e Star vanno a Vista Del Mar (Barb & Star Go to Vista Del Mar), regia di Josh Greenbaum (2021)

### Televisione
- Persone scomparse (Missing Persons) – serie TV, 6 episodi (1993-1994)
- Sposati... con figli (Married... with Children) – serie TV, 1 episodio (1995)
- Melrose Place – serie TV, episodi 7x01 - 7x02 (1998)
- Felicity – serie TV, 43 episodi (1998-2002)
- NYPD - New York Police Department (NYPD Blue) – serie TV, episodio 10x03 (2002)
- Curb Your Enthusiasm – serie TV, episodi 3x07 - 3x10 (2002)
- Lexi e il professore scomparso (Get a Clue), regia di Maggie Greenwald – film TV (2002)
- Lost – serie TV, episodio 3x04 (2006)
- Settimo cielo (7th Heaven) - serie TV, episodio 11x04 (2006)
- Heroes – serie TV, episodio 1x18 (2007)
- La vita secondo Jim (According to Jim) – serie TV, episodio 7x08 (2008)
- Reaper - In missione per il Diavolo (Reaper) – serie TV, episodio 1x15 (2008)
- Life - serie TV, episodio 2x19 (2009)
- Cougar Town – serie TV, 44 episodi (2009-2015)
- Royal Pains – serie TV, episodio 2x07 (2010)
- Supergirl – serie TV, 7 episodi (2016-2017)

## Doppiatori italiani
Nelle versioni in italiano delle opere in cui ha recitato, Ian Gomez è stato doppiato da:
- Franco Mannella in Last Shot, Lost, Cougar Town, Living Biblically
- Sergio Lucchetti in Detective a due ruote, L'amore all'improvviso - Larry Crowne
- Andrea Ward in Richard Jewell, American Housewife
- Fabrizio Vidale in La recluta dell'anno
- Roberto Certomà in Solo se il destino
- Guido Cerniglia in Felicity
- Oliviero Dinelli in Felicity (st. 4)
- Riccardo Lombardo in Lexi e il professore scomparso
- Marco Mete in Jake in Progress
- Roberto Stocchi in La vita secondo Jim
- Simone Mori in Rita Rocks
- Giulio Pierotti in 5 appuntamenti per farla innamorare
- Marco Benvenuto in Touch
- Enzo Avolio ne Il mio grosso grasso matrimonio greco 2
- Francesco De Francesco in Supergirl
- Antonio Palumbo in The Morning Show
- Gabriele Sabatini in Physical
- Pasquale Anselmo in Single Drunk Female